# 哈爾·倫納德公司
哈爾·倫納德公司是一家美國負責出版及發行樂譜的公司，由 Harold "Hal" Edstrom、他的兄弟 Everett "Leonard" Edstrom 及音樂家羅傑·布斯迪克在明尼蘇達州的威諾納創立。公司的總部位於威斯康星州密爾沃基市，目前是全球最大的樂譜出版商。

## 公司歷史

### 1947年至2016年
哈爾·倫納德公司主要出版各類型樂譜、歌曲集、教材，以及樂隊、管弦樂隊及合唱編曲集、參考書及教學視頻.。此外，他們還分銷其他品牌的產品，包括Gibraltar、Gretsch Drums、Avid、Blue Microphones 等等。在1989年，哈爾·倫納德公司收購了詹森出版社及其樂隊、管弦樂團及合唱團的產品目錄。 1995 年，哈爾·倫納德公司開始分享Homespun Music Instruction的教學視頻及音樂材料。
在1997年，哈爾·倫納德公司與音樂銷售組創立了 SheetMusicDirect.com，這是世界上第一個出版數字樂譜及吉他指法譜的網站。在2004年，哈爾·倫納德公司收購了 Applause Theatre and Cinema Books。 在2006年，哈爾·倫納德公司收購了 Amadeus Press 和 Limelight Editions；同年稍後時間，哈爾·倫納德公司從 CMP 收購了 Backbeat Books，後者主力出版 AllMusic 參考指南及其他與音樂相關的書刊。 
在2009 年，哈爾·倫納德公司從音樂銷售組手中收購了 Shawnee Press。 2014 年，哈爾·倫納德公司收購了在線樂譜服務和樂譜分享平台〝Noteflight〞。私募股權公司 Seidler Equity Partners 於 2016 年 6 月收購了哈爾·倫納德公司的多數股權。 在完成所有股權變更後，哈爾·倫納德公司從一家公司重組為一家有限責任公司。

### 2017年至現在
在2017年，哈爾·倫納德公司收購了在線音樂零售商 Sheet Music Plus。在2018年，哈爾·倫納德公司收購了全球獨立音樂發行商音樂銷售組的實體及在線印刷音樂業務，他們還收購了專門提供音樂技術教程視頻的網站 Groove3。截至2020年，哈爾·倫納德公司為無數古典和流行出版公司出版、發行並代表印刷音樂的利益。在北美地區，哈爾·倫納德公司是迪士尼音樂集團和環球音樂出版集團印刷權的獨家被許可人。 哈爾·倫納德公司還是眾多美國和歐洲古典出版商的北美經銷商，包括席爾默公司、博浩出版社等等。40年來，哈爾·倫納德公司通過收購眾多學校音樂出版公司，成為目前音樂教育領域最大的音樂出版商之一；它在教育市場的主要競爭對手是阿爾弗雷德音樂。
哈爾·倫納德公司總部位於威斯康星州密爾沃基市。他們的分銷、生產及倉儲設施位於明尼蘇達州的威諾納。他們還在奧斯汀、波士頓和舊金山設有辦事處。它還在澳大利亞、比利時、中國、德國、荷蘭、印度、意大利、瑞士以及倫敦和英國伯里聖埃德蒙茲設有辦事處。

## 外部連結
- 官方网站